# Rzeka (film 1951)
Rzeka (fr. Le fleuve) – francusko-indyjsko-amerykański melodramat filmowy z 1951 roku w reżyserii Jeana Renoira. Film został nakręcony w Indiach, a asystentem reżysera był późniejszy mistrz indyjskiego kina Satyajit Ray.
Dość wierna adaptacja powieści Rumer Godden z 1946 roku pod tym samym tytułem śledzi dojrzewanie i pierwszą miłość nastolatka, przy czym rzeka sama w sobie jest głównym motywem i tłem dla działań bohaterów.
Na 12. MFF w Wenecji w 1951 roku film zdobył Nagrodę Międzynarodową. National Board of Review w Stanach Zjednoczonych uznała go za jeden z pięciu najlepszych filmów zagranicznych 1951 roku.
Roger Ebert w 2006 roku umieścił Rzekę na swojej liście „wielkich filmów” w historii kina.